# Herman te Velde
Herman te Velde (* 3. Oktober 1932 in Colmschate; † 26. Mai 2019 in Eelde) war ein niederländischer Ägyptologe.

## Leben
Er studierte zunächst Theologie an der Universität Groningen, aber bald interessierte er sich für die Geschichte der Religion und studierte vor allem die Religion des alten Ägypten bei Theo van Baaren. Er setzte sein Studium bei Helmuth Jacobsohn in Marburg fort. 1967 verteidigte er seine Doktorarbeit über die Gottheit Seth.
1970 wurde er Leiter des neu gegründeten Instituts für Ägyptologie an der Philosophischen Fakultät der Universität Groningen, unterrichtete aber auch weiterhin ägyptische Religion an der Theologischen Fakultät. Er nahm an Feldforschungen in Ägypten und an Missionen der Institut français d’archéologie orientale im Tempel von Montu, der Universität von Pennsylvania in Dra Abu'l Naga und des Brooklyn-Museums im Tempel der Mut teil. Seine Forschung konzentrierte sich auf die ägyptische Religion. Er ging 1997 in den Ruhestand.

## Schriften (Auswahl)
- De Goede Dag der Oude Egyptenaren. Openbare les gegeven bij de aanvaarding van het ambt van gewoon lector in de Egyptische taal- en letterkunde aan de Rijksuniversiteit te Groningen op dinsdag 7 december 1971. Brill, Leiden 1971, OCLC 468490363 (Digitalisat).
- Seth, god of confusion. A study of his role in Egyptian mythology and religion. Brill, Leiden 1977, ISBN 90-04-05402-2.
- Het einde van de Oudegyptische religieuze traditie. Rede uitgesproken bij het afscheid als hoogleraar Egyptologie bij de Faculteit der Letteren en hoogleraar Godsdienstgeschiedenis van het Oude Egypte bij de Faculteit der Godgeleerdheid en Godsdienstwetenschap van de Rijksuniversiteit Groningen op dinsdag 4 november 1997. Groningen 1998, OCLC 974092928 (Digitalisat).